# Království za matraci
Království za matraci (v anglickém originále King Leer) je 16. díl 29. řady (celkem 634.) amerického animovaného seriálu Simpsonovi. Scénář napsali Daniel Furlong a Zach Posner a díl režíroval Chris Clements. V USA měl premiéru dne 15. dubna 2018 na stanici Fox Broadcasting Company a v Česku byl poprvé vysílán 4. června 2018 na stanici Prima Cool.

## Děj
Rodina Simpsonových je ve škole, kde si Bart vybírá nový hudební nástroj – housle. Od hudebkáře Larga se dozví, že pokud housle rozbije, Homer je bude muset zaplatit. Od té chvíle se Bart Homerovi vysmívá a využívá nastalé situace. Homer je několikrát zachrání před zničením, nakonec se však naštve a housle rozbije on sám, aby měl pokoj. 
Poté jde Homer do hospody U Vočka na pivo. Vočkovi někdo zavolá, ten se na volajícího rozzuří a vztekle vyžene zákazníky ze své hospody. Homer a Marge objeví Vočka, jak také odchází z hospody, a jdou za ním. Zjistí, že se Vočko hádá a pere se svým otcem Mortym Szyslakem. Marge a Homer se pokusí rodinu znovu sjednotit, a tak pozvou Vočka, jeho bratra Marva, sestru Minnie a jeho otce na večeři. 
Vočko Simpsonovým povypráví, jak Szyslakovi kdysi podnikali s obchody Království matrací. Právě Vočko jejich podnikání pokazil, když se i přes naléhání otce rozhodl nesabotovat jejich konkurenty. Mladý Vočko nedokázal zničit podnikání konkurenci, a tak konkurenti štěnicemi zničili Szyslakovy. Království matrací tak muselo zavřít většinu svých poboček. 
Při večeři se rodina začne dohadovat a Marge s Homerem přistoupí na záložní plán. Do jídelny přivezou televizi, aby Szyslaykovým připomněli staré časy skrz jejich reklamu na matrace. Poté, co se ve vánoční reklamě navzájem uvidí, se usmíří. Morty se rozhodne jít do penze a všem třem potomkům svěří pobočku. Springfielďané se sejdou ve Vočkově obchodě, kde jim představí nové propagační video. Brzy mu dojde, že záměrem jeho bratra a sestry bylo sabotovat ho a znemožnit jeho obchod tím, že na jeho matracích údajně umírali lidé, včetně tlusťochů a vězňů. 
Od té chvíle se jeden druhému mstí. Například Vočko zničí nafukovacího reklamního panáka před obchodem jednoho ze svých rivalů. Marv a Minnie se Vočkovi mstí tím, že před obchodem ovládají matraci dálkovým ovladačem, a znepříjemňují tak nákup Hansi Krtkovicovi, když si zkouší matraci. Vočko zaplaví konkurenční obchod. Jakmile se to Marge dozví, spěchá za otcem Mortym, kterého seznámí se situací a požádá ho o pomoc. Morty nejprve odmítá, Marge ho však přesvědčí. 
Marge, Homer a Morty pak najdou Vočka na místě, kde se s otcem hádali. Vočko řekne, že zničí matrace svého bratra a sestry (přičemž on je má schované ve své hospodě, aby mu je nepoškodili). Vočko to opět i přes naléhání svého otce nedokáže udělat. Přijde za ním Marge a poví mu, že některé rodiny k sobě nepatří. Při společném objetí omylem rozbije sklenici s uhrskými ložežrouty, všichni utečou ze skladu a škrábou se. 

## Přijetí

### Sledovanost
Během premiérového vysílání dosáhlo Království za matraci ratingu 1,0 s podílem 4 a sledovalo jej 2,26 milionu diváků, čímž se stalo nejsledovanějším pořad stanice Fox toho večera.

### Kritika
Dennis Perkins z The A.V. Clubu dal této epizodě hodnocení B− a uvedl: „Celou neděli probíhal v televizi Vočkův minimaraton, jenž vedl k tomuto Vočkovi… a dlouhověkost Simpsonových znamená, že existuje více průměrných Vočků (a taky všech ostatních) než časem prověřených Vočkových klasik. Ale Království za matraci dokáže z nejméně důvěryhodného springfieldského barmana vydolovat dostatek kvalitního Vočka, aby nám alespoň připomněl, proč vždycky byl jednou z nejspolehlivějších vedlejších postav seriálu.“
Tony Sokol, kritik webu Den of Geek, udělil dílu 3,5 hvězdičky z 5 a napsal: „Království za matraci, jehož autory jsou Daniel Furlong a Zach Posner, je vrcholem řady, ale hlavně díky vedlejším gagům. Vočko je skvělý v malých dávkách, ale můžete si být jisti, že dostanete jednu dávku už jen tím, že si sednete na jednu z jeho barových židlí.“